# Freedom Chiya
Freedom Chiya (* 11. Juli 1979 in Kapstadt) ist ein südafrikanischer Beachvolleyballspieler.

## Karriere
Chiya begann seine Karriere im Hallen-Volleyball und spielte für die Nationalmannschaft. 2004 absolvierte er in seiner Heimatstadt mit Alwie Lester erstmals ein Beach-Turnier der FIVB und belegte Platz 41. Beim gleichen Turnier verbesserte er sich 2005 an der Seite von Andile Masinga auf den 25. Rang. Nach einem Jahr ohne internationale Auftritte trat er 2007 mit Gershon Rorich bei den Fortaleza Open an und erreichte den 33. Platz. Von 2008 bis 2010 war er international wieder nicht aktiv.
Seit 2011 bildet Chiya ein Duo mit Grant Goldschmidt. Im September gewannen Goldschmidt/Chiya das Beachvolleyball-Turnier der Afrikaspiele in Maputo durch einen Sieg im Endspiel gegen ein Duo aus Angola. 2012 spielten sie bei den Prag Open und den Grand Slams in Berlin und Gstaad, ohne vordere Plätze zu belegen. Ein weiterer Erfolg gelang den beiden Südafrikanern hingegen im April 2012, als sie den Continental Cup für sich entschieden und sich damit für die Olympischen Spiele in London qualifizierten. Dort konnten sie in ihren drei Gruppenspielen allerdings keinen Satz gewinnen und schieden nach der Vorrunde aus.